# Иза маске: Успон Леслија Вернона
Иза маске: Успон Леслија Вернона (енгл. Behind the Mask: The Rise of Leslie Vernon) амерички је преудодокументарни слешер хорор филм из 2006. године, редитеља и продуцента Скота Глосермана, са Нејтаном Бејселом, Анџелом Готалс, Скотом Вилсоном, Робертом Инглундом и Зелдом Рубинстејн у главним улогама. Прва половина филма приказана је у формату пронађеног снимка, а друга из стандардне перспективе треће особе. 
Филм представља омаж слешерима из периода 1970-их и 1980-их, а првенствено три највеће хорор франшизе, Ноћ вештица, Петак тринаести и Страва у Улици брестова. Снимање се одвијало у Орегону, иако је прича смештена у Мериленд. Премијера је била 12. марта 2006, на филмском фестивалу Југ југозапад. Оцене критичара била су помешане и претежно позитивне. Успон Леслија Вернона добио је шест награда на различитим филмским фестивалима и био номинован за Награду Сатурн у категорији најбољег ДВД издања.
Редитељ Скот Глосерман и сценариста Дејвид Џ. Стив су у више наврата коментарисали могући наставак, који би пратио новије хорор филмове, али он до сада није реализован.

## Радња
Новинарка Тејлор Гентри заједно са два сниматеља покушава да направи документарац о Леслију Вернону који жели да постане серијски убица, инспирисан зликовцима из хорор филмова, као што су Фреди Кругер, Џејсон Ворхис и Мајкл Мајерс...

## Улоге
| Глумац           | Улога                        |
| ---------------- | ---------------------------- |
| Нејтан Бејсел    | Лесли Вернон / Лесли Манкусо |
| Анџела Готалс    | Тејлор Гентри                |
| Роберт Инглунд   | доктор Халоран               |
| Зелда Рубинстејн | госпођа Колинвуд             |
| Кејт Ланг Џонсон | Кели                         |
| Скот Вилсон      | Јуџин                        |
| Бриџет Њутон     | Џејми                        |
| Бен Пејс         | Даг                          |
| Криси Карлсон    | Лорен                        |
| Бритејн Спелингс | Тод                          |
| Харт Тарнер      | Шејн                         |
| Травис Заривни   | доктор Милер                 |
| Тео Гомез        | наркоман                     |
| Мет Болт         | наркоман                     |
| Џенафер Браун    | девица                       |
| Кејн Ходер       | човек у кући Ненси Томпсон   |

Лик доктора Халорана инспирисан је главним протагонистом серијала Ноћ вештица, доктором Самјуелом Лумисом. Њега тумачи Роберт Инглунд, који се прославио улогом Фредија Кругера из серијала Страва у Улици брестова.
Зелда Рубинстејн, која је најпознатија по улози Тангине Баронс у трилогији Полтергајст, тумачи лик библиотекарке Колинвуд. Њено презиме представља омаж породици из Последње куће са леве стране (1972). Такође, лик Јуџина, којег тумачи Скот Вилсон, инспирисан је Билијем Ленцом, убицом из филма Црни Божић (1974).
Посебна захвалност упућена је Кејну Ходеру, који је тумачио Џејсона Ворхиса у четири филма из серијала Петак тринаести. Он има камео улогу као човек из куће на адреси Улица брестова 1428. У истој кући живи Ненси Томпсон, главна протагонисткиња серијала Страва у Улици брестова.